# Кузнецов, Алексей Александрович
Алексе́й Алекса́ндрович Кузнецо́в (20 февраля (7 февраля) 1905, Боровичи, Новгородская губерния, Российская империя — 1 октября 1950, Ленинград, РСФСР) — советский партийный деятель, первый секретарь Ленинградского обкома и горкомов ВКП(б) (1945—1946), секретарь ЦК ВКП(б) (1946—1949). Генерал-лейтенант (1943).

## Биография
Родился в Боровичах (ныне Новгородская область) в семье рабочего. Трудовую деятельность начал в 1922 году рабочим-сортировщиком лесопильного завода в Боровичах. В 1924—1932 годах находился на комсомольской работе в Новгородской губернии и Ленинграде: заведующий избой-читальней в селе Орехово, секретарь Ореховского волостного комитета комсомола, инструктор, заведующий отделом, секретарь Боровичского и Маловишерского уездных комитетов комсомола, заведующий отделом Новгородского окружного комитета комсомола, секретарь Чудовского районного комитета ВЛКСМ.
Член РКП(б) с 1925 года.
С 1932 года на партийной работе: инструктор Ленинградского городского комитета ВКП(б), второй секретарь Смольнинского районного комитета, первый
секретарь Дзержинского районного комитета ВКП(б) г. Ленинграда.
В августе-сентябре 1937 года — заведующий oрганизационно-партийным отделом Ленинградского областного комитета ВКП(б), в 1937—1938 годах — второй секретарь Ленинградского областного комитета ВКП(б).
В феврале 1938 года по инициативе А. А. Жданова был назначен вторым секретарём Ленинградского городского комитета ВКП(б). Этот период отмечен вхождением в состав особой тройки, созданной по приказу НКВД СССР № 00447 от 30.07.1937, и участием в сталинских репрессиях.
Во время Великой Отечественной войны — заместитель председателя Комиссии по вопросам обороны Ленинграда, председатель Комиссии по созданию оборонительных сооружений вокруг Ленинграда и Продкомиссии, член военных советов Балтийского флота, Северного и Ленинградского фронтов, 2-й ударной армии, генерал-лейтенант (28.04.1943).
Член ЦК ВКП(б) с 1939 года, в 1945—1946 годах — первый секретарь Ленинградского областного комитета ВКП(б).
Был привлечён к атомному проекту СССР: усилиями директора радиевого института В. Г. Хлопина и А. А. Кузнецова институт получил дополнительные помещения. Решение о выделении площадей было принято Специальным комитетом в ноябре 1945 года, осуществлялось председателем Оперативного бюро Совета народных комиссаров РСФСР А. Н. Косыгиным и представителем Госплана в Специальном комитете Н. А. Борисовым.[значимость факта?]
Член Оргбюро ЦК ВКП(б) 18 марта 1946— 6 марта 1949 (выведен из его состава одновременно с М. И. Родионовым).
В 1946-1949 годах начальник Управления кадров ЦК ВКП (б). В 1946—1949 годах — секретарь ЦК ВКП(б). По некоторым источникам, с правом ведения заседаний Секретариата ЦК.
Присутствовал на июньской философской дискуссии 1947 года.
В феврале 1949 года был назначен секретарём (фактически не созданного) Дальневосточного бюро ЦК ВКП(б).
Депутат Верховного Совета СССР 1—2-го созывов. Депутат Верховного Совета РСФСР 1-го созыва.

## Арест
13 августа 1949 года был арестован по «Ленинградскому делу» вместе с М. И. Родионовым и П. С. Попковым в кабинете секретаря ЦК ВКП(б) Г. М. Маленкова.
Военной коллегией Верховного суда СССР 30 сентября 1950 года приговорён к расстрелу, расстрелян 1 октября этого же года.
Реабилитирован военной коллегией Верховного Суда СССР 30 апреля 1954 года, 26 февраля 1988 года КПК при ЦК КПСС подтверждено членство в партии с 1925 года.
Поскольку основные массивы документов по «делу» до сих пор недоступны для изучения, так как находятся на закрытом хранении в различных архивах, партийных и ведомственных, то полноценного научного исследования причин и хода «Ленинградского дела» до сих пор не сделано.

## Награды и звания
- Орден Ленина (17 апреля 1940)
- Орден Ленина (29 июня 1945)
- Орден Красного Знамени (29 июля 1944)
- Орден Кутузова I степени (21 февраля 1944) — за умелое и мужественное руководство боевыми операциями и за достигнутые в результате этих операций успехи в боях с немецко-фашистскими
- Орден Кутузова II степени (8 февраля 1943)
- Орден Отечественной войны I степени (1 февраля 1945)
- Медали
- Генерал-лейтенант (28.04.1943)

## Семья
- Жена — Зинаида Дмитриевна Воинова (1906—1971) (по линии жены А. А. Кузнецов был родственником А. Н. Косыгина)
  - Дочь — Алла (1928—1957) была замужем за сыном Анастаса Микояна — Серго.
  - Сын — Валерий (род. 10.2.1937) — был женат на дочери В. Я. Колпакчи, Марине, работал зам. начальника Главлита СССР, затем в ЦК КПСС, в годы перестройки был первым помощником члена Политбюро А. Н. Яковлева
  - Дочь — Галина

## Память
- В память об Алексее Александровиче Кузнецове назван проспект в Санкт-Петербурге и улица в г. Боровичи Новгородской области.
- Памятная доска Алексею Кузнецову установлена в Москве по адресу Романов переулок (бывш. улица Грановского), д. 3, где он жил с 1946 года[12].